# Bosquerola de Connecticut
La bosquerola de Connecticut (Oporornis agilis) és una espècie d'ocell de la família dels parúlids (Parulidae) i única espècie del gènere Oporornis. Habita boscos americans, criant des de la Colúmbia Britànica, cap a l'est, a través del centre del Canadà fins a Quebec i cap al sud fins al sud de Manitoba, Minnesota, Wisconsin, Michigan i sud d'Ontario. Passa l'hivern al nord i centre d'Amèrica del Sud.